# Каруго
Каруго (итал. Carugo) — коммуна в Италии, находится в регионе Ломбардия, подчиняется административному центру Комо.
Население составляет 5729 человек (2004), плотность населения составляет 1331 чел./км². Занимает площадь 4,12 км². Почтовый индекс — 22060. Телефонный код — 031.
Покровителем коммуны почитается святой апостол Варфоломей, празднование 24 августа.